# Ramón Muñoz Fernández
Ramón Muñoz Fernández (Baix Llobregat), conegut pel nom encobert Ramón Martínez Hernàndez, és un agent espanyol infiltrat pertanyent al Cos Nacional de Policia espanyol. S'infiltrà durant dos anys en el moviment popular i antifeixista de València per mitjà de Cuidem Benimaclet i el centre social okupat anarquista l’Horta. És una de les identitats conegudes de la infiltració de policies espanyols en moviments socials dels Països Catalans dels anys 2020.

## Infiltració
Ramón Muñoz Fernández, Marc Hernàndez Pons, i Daniel Hermoso Pérez foren companys de la 33a promoció de l'escola policial d'Àvila que ingressaren l'11 de setembre de 2017 i juraren el càrrec a la mateixa cerimònia celebrada el 13 de juny de 2019, començant la seva tasca d'infiltració l'any 2020. Ramon Martínez poc abans de complir 28 anys, començaria el mes de març a València, i Marc Hernàndez i Daniel Hernàndez, en canvi, començaren a Barcelona més tard al juny. Els tres també compartien ser originaris de l'àmbit geogràfic dels Països Catalans, Ramon al Baix Llobregat (tot i que afirmava ser de l'Hospitalet de Llobregat), Marc de Menorca, i Daniel de Mallorca, a més de ser catalanoparlants.
Ramon Martínez Hernàndez es matriculà llavors mitjançant documentació falsa al campus de Tarongers de la Universitat de València (UV) al grau de Treball Social en el qual assistí a classe el setembre de 2020. I alhora inicià la seva infiltració a València explicant que els seus orígens de militància foren en el context del procés independentista i en el CDR de l'Esquerra de l'Eixample a Barcelona, informació que posteriorment activistes de l'Esquerra de l'Eixample negaren. Aviat s'interessà pel torneig antiautoritari d'arts marcials Front Attack, un punt de trobada de gimnasos autogestionats antifeixistes de l'Estat espanyol, arribant a crear fins i tot grups de Telegram per viatjar cap a Molins de Rei (Baix Llobregat) el 15 de maig de 2021 per celebrar un esdeveniment al qual no va anar, però que sí que va assistir-hi l'agent infiltrat Daniel Hernàndez Pons.
Aprofitant la pandèmia de Covid 19, limità la seva activitat als grups de Telegram com Cuidem Benimaclet on estigué al corrent dels debats i accions durant el confinament, endinsant-se en el teixit associatiu del barri i integrant-se en l'activisme del Centre Social Okupat Anarquista (CSOA) l’Horta, mitjançant la seva entrada en el grup que hi practica l’esport de combat muay thai, i en Grama, la xarxa de reciclatge i repartiment d’aliments de Benimaclet. També s'integrà al grup de suport a la comunitat migrada que habita en La Garrofera, un edifici abandonat que havia estat una central lletera. D'aquí faria el salt al moviment antifeixista de València, esdevenint un militant actiu en mobilitzacions i accions directes, assistint a diversos esdeveniments com l’acte polític i la manifestació en homenatge al jove antifeixista assassinat per l’extrema dreta Guillem Agulló, celebrats l’11 d’abril de 2021 en Burjassot (l’Horta Nord).
L'agent encobert es presentà en aquests moviments dient que era d'origen de classe treballadora crescut al barri de Bellvitge de l'Hospitalet de Llobregat i que de petit treballà ajudant el seu pare. El setembre de 2019 deia haver arribat a València amb la seva llavors parella amb qui compartia pis a l'avinguda Blasco Ibáñez, trencant al cap de poc amb aquesta parella i mudant-se a un pis petit del carrer Peris Mencheta de Benimaclet.
L'agent infiltrat participà en diverses accions al llarg de la seva infiltració, organitzant fins i tot accions contra empreses com Metrovacesa, en la qual va assumir tasques de control i patrulles el juny de 2021. Mesos abans el desembre de 2020 participà també en la reocupació del CSOA l'Horta i el 15 de gener de 2021 va estar present en l'ocupació de la seu de la societat immobiliària Haya Real Estate de València protestant per un desallotjament executat per la Sareb. Finalment, també el 18 de febrer de 2021 seria a la manifestació contra l'empresonament de Pablo Hasél en la qual es produïren diverses i contundents càrregues dels antiavalots.
Arribà a militar l'estiu de 2020 en fins a tres col·lectius com Cuidem Benimaclet, Grama i un grup de muay thai, tenint accés a totes les actes de les assemblees d'EntreBarris i del centre social de l'Horta, assistint fins i tot al màxim òrgan de decisió de l'Horta, i fins i tot, arriba a tenir còpies de les claus. Sent una de les seves últimes participacions la marxa antifeixista de l’1 de maig de 2021 com a membre del cordó de seguretat organitzat per Acció Antifeixista València.
En la seva última etapa, fins i tot organitzà un sopar de comiat al·legant que se'n tornava a viure a Barcelona. Al sopar celebrat al Centre Social-bar Terra el 20 de setembre de 2021 advertí que no volia mantenir cap vincle amb ningú i que es volia centrar a estudiar i entrenar. Arribant, però a intercanviar missatges personals encara fins al juliol de 2022, mantenint activa la línia telefònica fins al desembre de 2022.
La descoberta de l'agent infiltrat Ramón Muñoz començà quan analitzant les seves fotografies a WhatsApp apareixien detalls que coincidien amb el mateix bloc d'apartaments turístics de Palma en què l'altre agent Marc Hernàndez va acollir membres del Sindicat d'Estudiants dels Països Catalans (SEPC) el 2022. Seria expulsat de tots els grups i canals de comunicació col·lectius el 13 de febrer de 2023, dia que també s'anuncià que no s'admetia a tràmit la compareixença de l'agent Ramon Muñoz al Senat espanyol a la "Comissió d'Interior, per explicar el motiu de la infiltració massiva de policies als moviments veïnals de Barcelona i València per a la seva criminalització" a petició del senador Carles Mulet del Grupo Parlamentario Izquierda Confederal (GPIC).
El 9 de gener de 2025, dues activistes víctimes de la infiltració policial presentaren una querella contra el policia, al qui acusaren de delictes com tortures i atemptat contra la integritat moral i lesions. Les denunciants al·legaren que si haguessin sabut que era policia nacional mai haurien establert cap mena de relació amb ell, i que l'engany del policia infiltrat els provocà depressió emocional, ansietat i insomni. També demanaren conèixer la cadena de comandament de l'operació d'infiltració així com el reconeixement de l’informe mèdic sobre l’impacte en la salut mental de les dues afectades.

## Agents de policia relacionats
- Maria Isern Torres
- Carlos Pérez Moreno
- Daniel Hermoso Pérez
- Ignacio José Enseñat Guerra
- Lucía Rodríguez de Ves
- Maria Isern Torres
- María Victoria Canillas Sánchez
- Ramón Muñoz Fernández
- Sergio Gigirey Amado
- Álvaro Gaztelu Alcaire